# Шуховська вежа (Помічна)
Шуховська вежа в Помічній — гіперболоїдна водонапірна вежа у м. Помічна.

## Конструкція
Вежа має висоту приблизно 20 метрів, двоярусна: нижня вежа має обсяг 300 кубічних метрів, верхня — 90 кубічних метрів. Була обладнана паровим котлом для підігріву води взимку.

## Історія

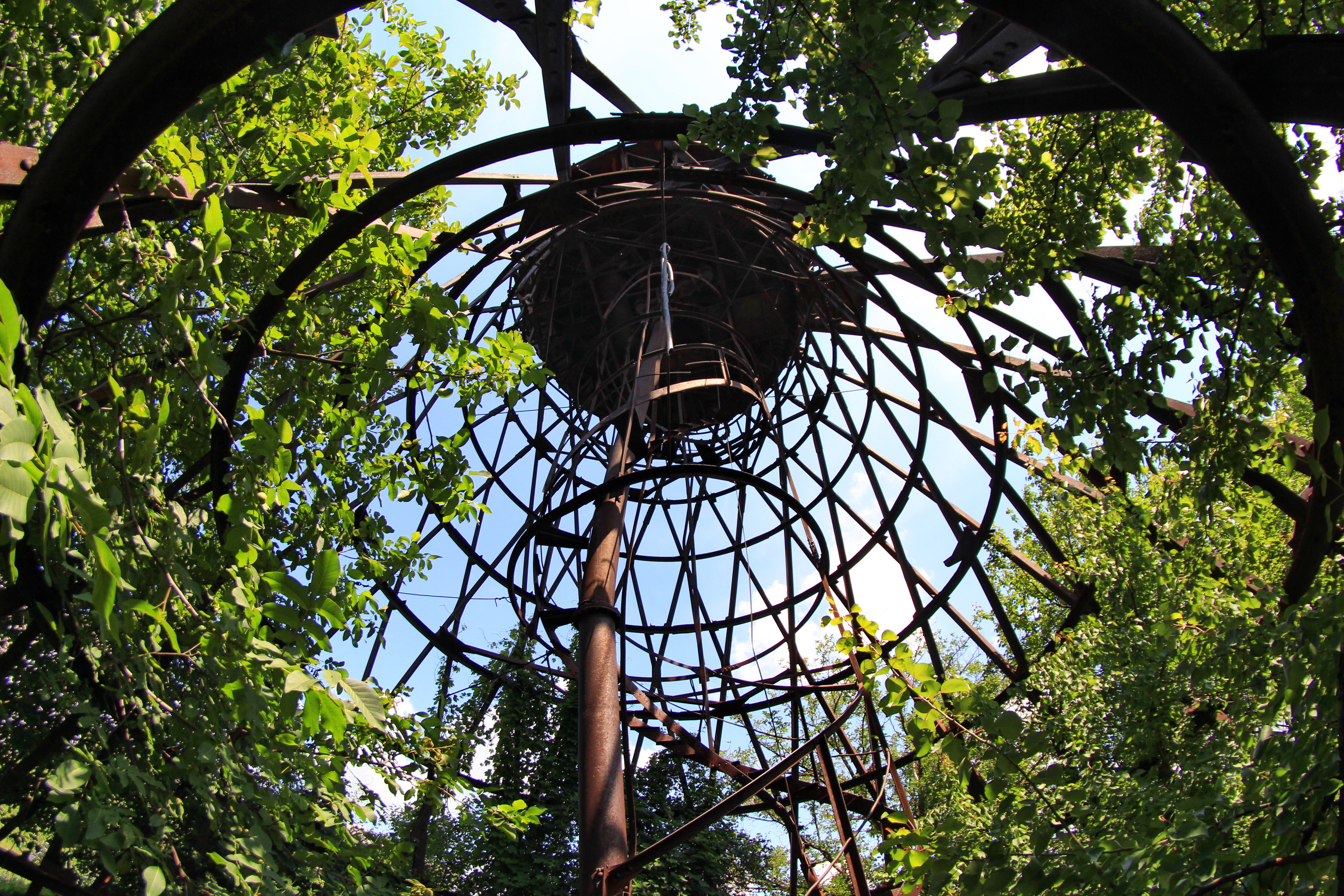
Сталеве мереживо

Будівництво вежі було розпочато у 1932 році разом із розширенням Помічнянського залізничного вузла та будівництвом дамби на річці Чорний Ташлик поблизу Червоної Поляни, закінчене в 1934 році.

## Сучасний стан
Водонапірна вежа є не тільки пам'яткою архітектури, але, певною мірою, історичною пам'яткою.
В березні 1944 року вежу намагалися підірвати під час відступу німецькі війська, але вежа встояла. Пізніше було проведено ремонт, але використовувати башту за призначенням було вже неможливо.
На 2020 рік вежа збереглася. Є об'єктом індустріального туризму.